# Filip Augustson
Filip Johan Erik Augustson, född 8 januari 1973, är en svensk musiker.
Filip Augustson utbildade sig på Musikgymnasium i Jönköping 1989–91 och på Musikhögskolan i Stockholm med examen 1996. Han spelar kontrabas och debutskivan var Ich bin Filip Augustson 2004.

## Diskografi i urval
- Ich bin Filip Augustson, Filip Augustsson Quartet, 2004, MMPCD017
- Viva Black,  Viva Black Trio, 2015
- Minsta gemensamma nämnare, Viva Black Trio, 2016